# ناحیه بانات جنوبی
ناحیه بانات جنوبی (به صربی: South Banat District) یک روستا در صربستان است که در استان خودمختار وویوودینا واقع شده‌است. ناحیه بانات جنوبی ۴٬۲۴۵ کیلومتر مربع مساحت و ۲۹۱٬۳۲۷ نفر جمعیت دارد.